# ヴァギナバーベル
ヴァギナバーベルは膣内に挿入して使用する装具。
もともとは切迫尿失禁の治療に用いる医療道具である。名称はアダルドグッズ向けのもので医療用具としての名称は不明。円錐状、もしくは太さの異なる棒状であり、一定の重さを持つ。一端を膣に挿入したまま起立し落ちないように筋肉を鍛える（ケーゲル練習法）もの。近年アダルトグッズとして、女性の膣の締め付けを向上させる効果があるというふれこみで販売されている。